# 1325년

## 연호
- 원(元) 태정(泰定) 2년
- 일본(日本) 쇼추(正中) 2년
- 쩐 왕조(陳朝) 카이타이(開泰) 2년

## 기년
- 원(元) 태정제(泰定帝) 2년
- 고려(高麗) 충숙왕(忠肅王) 12년
- 쩐 왕조(陳朝) 명종(明宗) 12년

## 사건
- 상왕 충선왕, 세상을 떠남. 방년 50세, 향년 49세.
- 왕이 직접 제사를 지냄.

## 탄생
고려(高麗) 최무선

## 사망
- 고려 26대 국왕 충선왕